# Molophilus (Molophilus) camerounensis
Molophilus (Molophilus) camerounensis is een tweevleugelige uit de familie steltmuggen (Limoniidae). De soort komt voor in het Afrotropisch gebied.